# Lâu đài Kroměříž
Lâu đài Kroměříž (tiếng Séc: Zámek Kroměříž hoặc Arcibiskupský zámek, tiếng Đức: Schloss Kremsier) là một quần thể lâu đài nằm tại thị trấn Kroměříž, Cộng hòa Séc, đã là nơi cư ngụ chính của Giám mục và tổng Giám mục (từ năm 1777) của Olomouc.

## Lịch sử
Nơi cư ngụ đầu tiên ở đây được Giám mục Stanislas Thurzo xây năm 1497, theo kiểu kiến trúc Gothic  muộn, với một ít chi tiết theo kiểu kiến trúc Phục Hưng. Trong thời Chiến tranh Ba mươi năm, Dinh này đã bị quân đội Thụy Điển cướp phá (năm 1643).
Tới năm 1664, một Giám mục thuộc dòng dõi quyền thế Liechtenstein giao cho kiến trúc sư Filiberto Lucchese việc tân trang Dinh này theo kiểu kiến trúc Baroque. Công trình chính của kiến trúc sư Lucchese tại Kroměříž là Vườn cảnh ở trước Dinh. Sau khi Lucchese từ trần năm 1666, Giovanni Pietro Tencalla kế tục và hoàn tất công trình Vườn của Lucchese và xây lại Dinh theo kiểu kiến trúc gợi nhớ tới trường phái Torino của mình.
Sau khi Dinh này bị 1 trận hỏa hoạn lớn tàn phá vào tháng 3/1752, hai nghệ sĩ hàng đầu là Franz Anton Maulbertsch và Josef Stern, tới đây để trang trí các sảnh đường của Dinh. Ngoài các tranh của 2 nghệ sĩ này, Dinh còn có 1 bộ sưu tập nghệ thuật - thường được coi là chỉ kém bộ sưu tập ở Phòng trưng bày quốc gia tại Praha, trong đó có bức tranh thần thoại chót của Titian là bức The Flaying of Marsyas. Phần lớn tranh ở bộ sưu tập này là do Giám mục Karel tại Köln sưu tập được năm 1673. Dinh này cũng có bộ lưu trữ âm nhạc nổi tiếng và 1 thư viện gồm khoảng 33.000 đầu sách.
UNESCO đã đưa Dinh này và Vườn vào danh sách Di sản thế giới năm 1998, trong khóa họp thứ 22. Hồ sơ tuyển chọn đánh giá: "Dinh đẹp nhưng chưa phải là mẫu nổi bật của kiểu dinh cư ngụ của quý tộc hoặc sang trọng như hoàng thân, tồn tại khá nhiều tại châu Âu. Vườn cảnh, trái lại, thuộc loại rất hiếm và là mẫu Vườn kiểu Baroque còn khá nguyên vẹn" . Ngoài Vườn cảnh trên, Dinh cũng còn 1 Vườn kiểu Anh từ thế kỷ 19, đã chịu được trận lụt năm 1997.
Khu nội thất của Dinh đã được đạo diễn Miloš Forman dùng thay thế cho Dinh hoàng đế Hofburg ở Viên khi quay phim Amadeus (năm 1984), dựa trên cuộc đời của Wolfgang Amadeus Mozart (người chưa từng tới Kroměříž). Phòng tiếp kiến chính cũng được sử dụng trong phim Immortal Beloved (năm 1994), trong cảnh concerto dành cho piano.

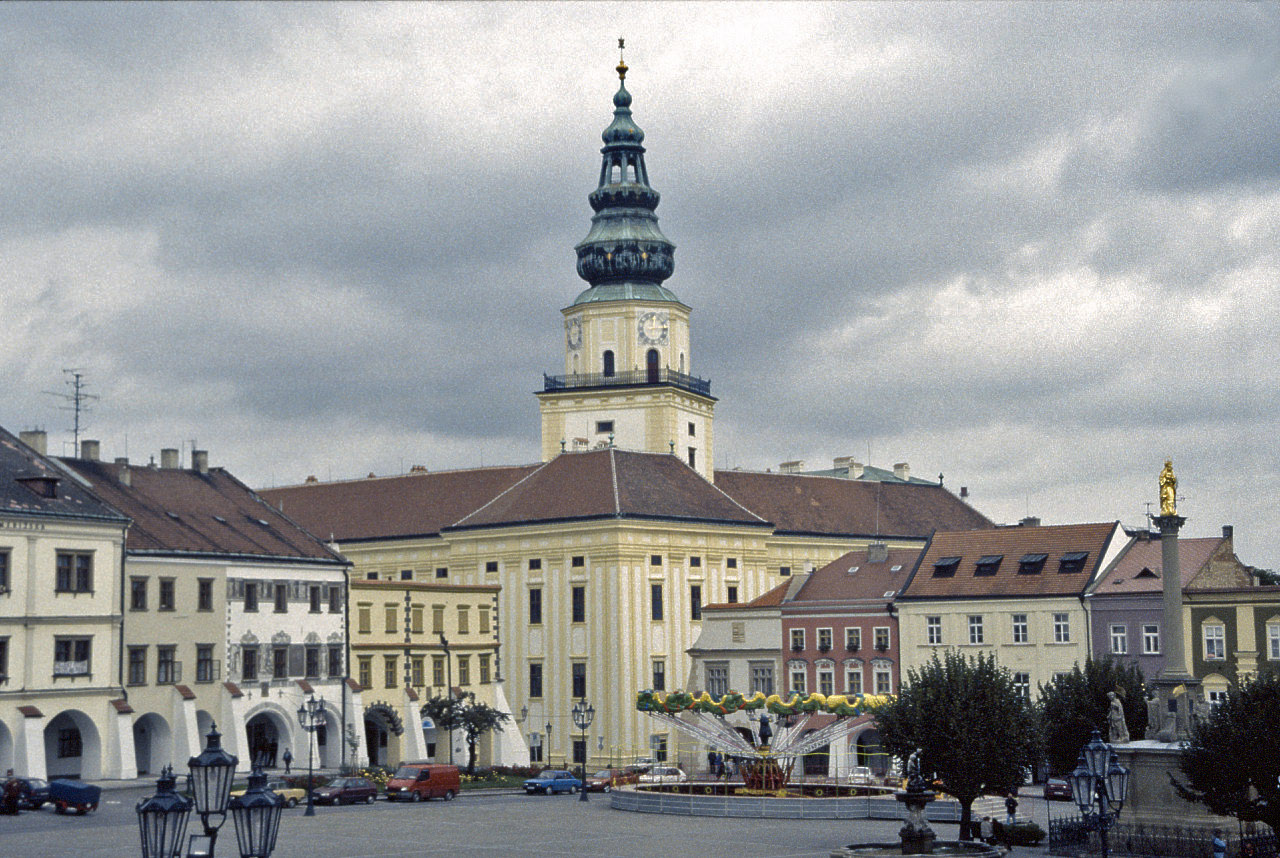
Quảng trường thành phố Kroměříž, phía sau là Dinh tổng Giám mục